# Vondelfontein
De Vondelfontein is een drinkfontein in het Amsterdamse Vondelpark. De fontein is geschonken door Luigi Prins (Cobraspen Groep) en op 19 juni 2009 in het park geplaatst. De fontein is ontworpen door architect Jan Willem Walraad, op basis van foto's van een drinkfontein die vroeger in het park stond.

## Geschiedenis
Vanaf 1873 stond er in het Amsterdamse Vondelpark een drinkwaterfontein die door Pierre Cuypers in de stijl van de neogotiek was ontworpen. In 1863 gemaakt van zandsteen heette deze fontein officieel Van Eeghenfontein. Uit die drinkfontein kwam duinwater van de toen nieuwe waterleiding uit de Amsterdamse Waterleidingduinen bij Zandvoort.
Deze fontein kreeg van de Amsterdamse bevolking twee bijnamen: het Roomse fonteintje (vanwege de rooms-katholieke achtergrond van Cuypers) en Kraantje Lek . In 1947 werd de oude fontein gesloopt wegens bouwvalligheid.
In 2009 werd op initiatief van de Vereniging Vrienden van het Vondelpark een nieuwe fontein geplaatst. De Stichting Reconstructie en Renovatie van monumenten in en rondom het Vondelpark heeft gezorgd voor fondsenwerving, zodat de Vondelfontein gebouwd kon worden. In plaats van het zachte zandsteen van de voormalige drinkfontein is de nieuwe fontein gemaakt van hardsteen dat uit België afkomstig is, het zogeheten Belgisch hardsteen.

## Afbeeldingen

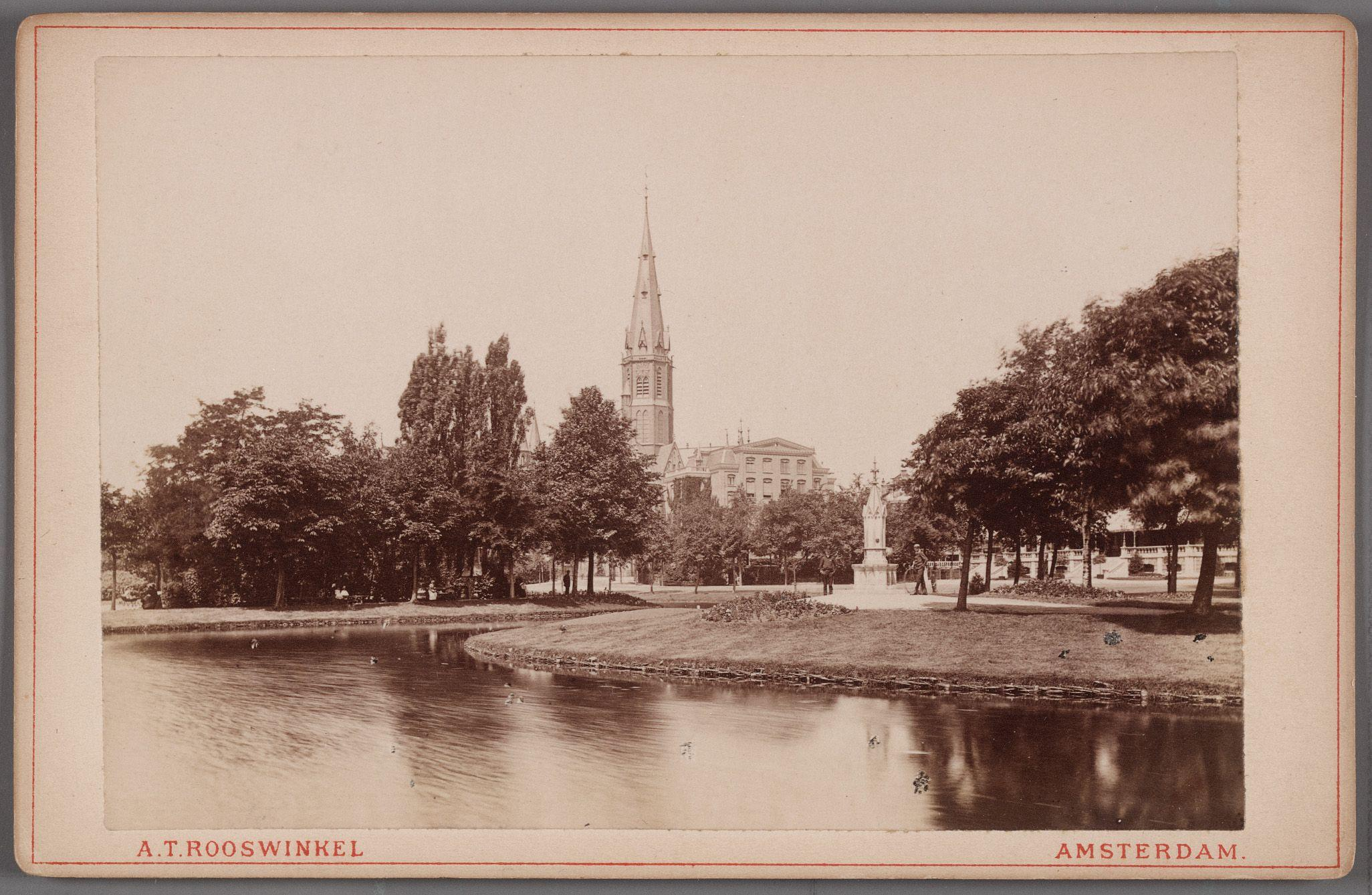
De Van Eeghenfontein (rechts) circa 1900
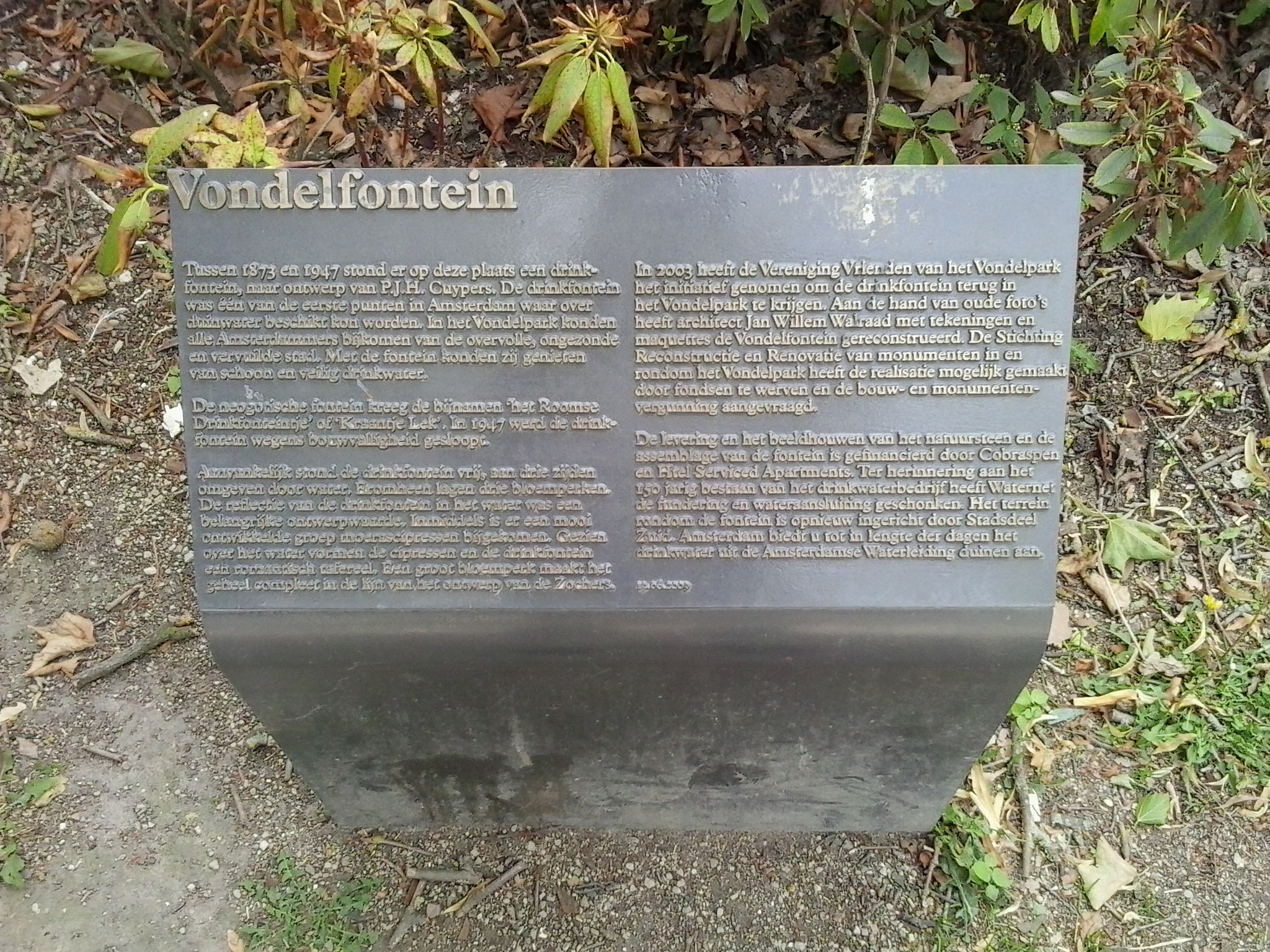
In 2009 geplaatst informatiebord